# آلي روبرتسون
آلي روبرتسون (بالإنجليزية: Ally Robertson)‏ (9 سبتمبر 1952 في المملكة المتحدة - ) هو مدرب كرة قدم ولاعب كرة قدم بريطاني في مركز قلب الدفاع. لعب مع وست بروميتش ألبيون ووولفرهامبتون واندررز ونادي ووستر سيتي.

## وصلات خارجية
- آلي روبرتسون على موقع قاعدة بيانات كرة القدم.إي يو (الإنجليزية)
- آلي روبرتسون على موقع عالم كرة القدم.نت (الإنجليزية)